# Siren intermedia
Siren intermedia é uma espécie de anfíbio caudado pertencente à família Sirenidae. Pode ser encontrada nos Estados Unidos e no México.